# 斯托羅納 (德羅霍貝奇區)
49°20′22″N 23°12′11″E / 49.33944°N 23.20306°E
斯托羅納（烏克蘭語：Сторона），是烏克蘭的村落，位於該國西部利沃夫州，由德羅霍貝奇區負責管轄，始建於1650年，面積60.5平方公里，2001年人口1,887，人口密度每平方公里31.19人。